# 城井朝房
城井 朝房（きい ともふさ）は、安土桃山時代の武将。城井氏17代（最後）の当主。

## 生涯
永禄5年（1562年）、豊前国の戦国大名・城井鎮房の子として生まれる。
父と同じく、当初は大友氏に属していたが、耳川の戦いで大友氏が衰退すると薩摩国の島津氏に属し、天正14年（1586年）の高橋紹運の守る岩屋城攻めにも、島津方として従軍している。
天正15年（1587年）、豊臣秀吉による九州平定が始まると、父の命で島津方から豊臣軍に属し、秋月氏の守る岩石城攻めに先陣として加わり、僅かな手勢しか率いていなかったにもかかわらず活躍した。戦後、秀吉から伊予国に加増転封の朱印状が与えられたが、鎮房・朝房父子は、父祖伝来の豊前における所領に固執して朱印状を返上し秀吉の怒りを買う。そして同年秋から秀吉によって豊前6郡の領主となった黒田孝高・長政父子と抗争する。天険の要塞である城井谷城に挙兵した朝房らは善戦し、攻め込んできた長政軍の撃退に成功した。しかし黒田父子は持久戦をとり、兵站を断たれたため、鎮房の13歳になる娘・鶴姫を人質とする事を条件に一旦は和睦が成立した。
ところが、天正16年（1588年）、朝房は和睦の条件の一つとして、肥後国人一揆の鎮圧を命じられて、孝高に同行して出陣するが、その間に父・鎮房は長政に招かれて入った中津城で、酒宴の席で謀殺された。城井谷城も攻撃されて陥落し、祖父・長房や家臣団も殺害された。そして朝房は、孝高の刺客によって肥後国木の葉で暗殺された。享年27。鶴姫は13人の侍女と共に磔の刑に処された。その後、肥後の国主となった加藤清正は、朝房の霊を弔うため同地の宇都宮神社に祀った。
朝房の死後、懐妊していた妻・竜子は難を逃れ、英彦山の南の宝珠山村で男子を出産。この男子は竜子の実家の秋月種実に引き取られ、宇都宮朝末と名乗りお家再興に奔走した。朝末の孫の宇都宮信隆（高房）が元禄3年（1690年）、越前松平家・松平昌親に召抱えられ、その子孫は越前松平家の家臣として血脈を保った。

## 関連作品
書籍
- 高橋直樹「城井氏一族の殉節」『戦国繚乱』（文春文庫、2004年刊）ISBN 9784167629045

映像
- 軍師官兵衛 (2014年、演：橋本淳）